# Estadio Internacional
Estadio Internacional to wielofunkcyjny stadion w stolicy Gwinei Równikowej - Malabo. Najczęściej pełni rolę stadionu piłkarskiego. Stadion pomieści 6 000 ludzi.